# Sugya
Eine Sugya (hebräisch סוגיה Sugya oder im Plural, Sugyot) ist eine thematische oder argumentativ zusammenhängende Einheit innerhalb des Talmuds. Sie bildet das Grundbauelement talmudischer Diskussionen und ist zentral für das Verständnis des Talmuds als literarisches und halachisches Werk, sie ist eine in sich geschlossene Passage des Talmud, die typischerweise eine Mischna oder eine andere rabbinische Aussage behandelt oder eine aggadische Erzählung bietet.
Während die Sugya im Jerusalemer Talmud eine literarische Einheit darstellt, wird der Begriff aber am häufigsten für einzelne Passagen im Babylonischen Talmud verwendet, der den Hauptschwerpunkt der religiösen und akademischen Lesarten der Sugyot bildet.

Der Judaist Barry Wimpfheimer definiert die Sugya als:
„(…) eine abgeschlossene Einheit talmudischer Erörterung, die sich in der Regel um eine Mischna oder Baraita zentriert und durch eine Reihe von Fragen, Antworten, Einwänden und Auflösungen entfaltet. Sie ist das grundlegende Bauelement der argumentativen Struktur des Talmuds.“
Talmudgelehrte und -wissenschaftler haben zahlreiche Sugyot identifiziert, obwohl es keine eindeutige Auflistung oder Zählung gibt. Einzelne Sugyot wurden den Lesern erklärt, als Unterrichtseinheiten vermittelt und von Historikern und anderen Gelehrten analysiert.

## Wortherkunft
Der Begriff „sugya“ (Plural „sugyot“ hebräisch סוגיות) leitet sich vom aramäischen segi (סגי) ab, was  ‚gehen‘  bedeutet, und bezeichnet eine „in sich geschlossene Grundeinheit talmudischer Diskussion“. Sugya wird im Talmud auch in einer engeren Bedeutung verwendet, nämlich als Verlauf oder Tendenz (wörtlich: „Gehen“) einer Diskussion.  Es kann sich auch auf eine Unterrichtsstunde zum rabbinischen Recht (Halacha) beziehen, die in einem rabbinischen Rahmen, beispielsweise einer Jeschiwa, gehalten wird.
Sugyot werden in der Wilnaer Ausgabe des Talmuds bzw. Mischnaijot manchmal durch einen Doppelpunkt gekennzeichnet, jedoch nicht konsistent oder zuverlässig. Der Talmud umfasst 2.711 Seiten und 517 Kapitel, die Anzahl der Sugyot ist jedoch nicht bekannt. Wissenschaftler haben Sugyot für ausgewählte Kapitel methodisch identifiziert, zum Beispiel: 42 Sugyot auf den 12 Seiten von Berachot, Kap. 1, 47 Sugyot auf 10 Seiten von Berachot, Kap. 7, 39 Sugyot auf 10 Seiten von Eruvin, Kap. 10, 20 Sugyot auf 8 Seiten von Pessachim, Kap. 4, 12 Sugyot auf 3 Seiten von Sanhedrin, Kapitel 5, 19 Sugyot in Schabbat, Kapitel 6 und 53 Sugyot auf 15 Seiten von zwei Kapiteln in Sukka.

## Funktion und Bedeutung
Eine Sugya ist eine literarisch-argumentative Einheit im Talmud, die sich meist ausgehend von einer Mischna mit halachischen oder aggadischen Fragestellungen beschäftigt. Sie besteht aus Diskussionen, Fragen, Antworten, Widerlegungen etc. Es handelt sich also um eine dynamische Diskursform, aber um keine systematische Lehre.
Eine Sugya kann ein jüdisch-theologisches Thema oder ein jüdisch-theologisches Konzept transportieren, z. B.:
- das Verhältnis von Gerechtigkeit und Barmherzigkeit Gottes (z. B. in Aggadot)
- die Rolle des Menschen in der Weltordnung (z. B. bei Diskussionen über freien Willen)
- die Autorität der Offenbarung (z. B. bei Sugyot über Mosche, Tora, Bat Kol)
- das Verständnis von Zeit, Geschichte und Erlösung (Messianismus, Leiden Israels etc.)

Dabei können sich innerhalb einer Sugya durchaus theologische Gehalte manifestieren; dennoch bleibt sie als literarisch-diskursive Form klar von einem systematisch gefassten Theologem zu unterscheiden. Obgleich verschiedene Sugyot Theologeme enthalten, stellen sie jedoch keine Theologeme im eigentlichen Sinne dar. Die Sugyot sind keine systematische Theologie, sondern ein literarisch-performativer Diskurs, der offen, pluralistisch, mehrdeutig zeigt.